# Берберски пругасти миш
Берберски пругасти миш (лат. Lemniscomys barbarus) је врста глодара из породице мишева (Muridae).

## Распрострањење
Ареал врсте је ограничен на мањи број држава. Врста има станиште у Алжиру, Мароку и Тунису.

## Станиште
Станишта врсте су шуме, саване и травна вегетација.

## Угроженост
Ова врста није угрожена, и наведена је као последња брига јер има широко распрострањење.